# Адмирал Нахимов (броненосен крайцер)
Адмирал Нахимов (на руски: Адмирал Нахимов) e броненосен крайцер на Руския императорски флот. Това е първият руски крайцер, чиято артилерия на главния калибър е разположена в оръдейни кули. Построен е на стапелите на Балтийския завод от корабния инженер полковник Н. Самойлов. Корабът е кръстен в чест на адмирал Павел Нахимов. Дълго време е смятан за един от най-мощните и бързоходни крайцери в света.

## Проектиране и построяване
Съгласно заданието към Морския технически комитет за проект на нов броненосен крайцер в рамките на програмата от 1881 г., новият кораб трябва да има броня по водолинията не по-тънка от 254 mm, артилерията на главния калибър да е поне 11 дюйма, голям запас въглища, скорост не по-малка от 15 възела, газене не повече от 7,92 m и пълно ветрилно въоръжение. В качеството на прототип е избран английският броненосен крайцер Imperieuse, който има ромбично разположение на оръдията на ГК (на носа и кърмата и по двата борда).
На 19 ноември 1882 г. проектът е утвърден. В сравнение с прототипа: диаметърът на барбетите е увеличен с 1,5 m, за да позволи монтажа на 229 mm оръдия на Обуховския завод; изменено е разположението на машинно-котелната установка, проектът за която е разработен от Управлението на главния инженер-механик на флота генерал-майор А. И. Соколов. По-компактното разположение на котелните отделения в средната част на корпуса позволява корабът да е с един комин. Запасът гориво се увеличава 1,5 пъти, като сумарното допълнително натоварване от 390 t увеличава проектната водоизместимост до 7782 t. Дължината на корпуса нараства с 1,83 m, а газенето с 0,1 m.
През януари 1885 г., в хода на стапелните работи, е решено главният калибър да бъдат 203 mm оръдия образец 1884 г., поставени на лафети тип „Вавасер“. Превъоръжаването дава ръст на бордовия залп и скорострелността на артилерията на ГК, възможност да се намали диаметърът на барбетите с 62 cm, което подобрява мореходните качества на кораба. Освен това, барбетните установки получават тънко кръгово брониране. За разлика от английския си предшественик, проектът „Нахимов“ е оценен като удачен и на свой ред той е прототип на напълно успешния американски проект за крайцер „Бруклин“. По основните му параметри „Адмирал Нахимов“, даже след двадесет години, към началото на руско-японската война, има значителни резерви за техническа модернизация и при евентуална замяна на остарелите оръдейни установки на ГК, напълно би съответствал на най-новите броненосни крайцери. По същество той е първообраз на появилите се след почти 30 години многокуполни крайцери.

## Конструкция
Дължината му съставлява 103,3 метра, при ширина от 18,6 метра. Газенето при нормално натоварване е 7,67 метра. Форщевенът (29 т) и ахтерхщевенът (15 т) представляват монолитни бронзови отливки на Балтийския завод. Напречните водонепроницаеми прегради се намират по шпангоути 36, 60, 83 и 102; от вътрешното дъно до жилищната палуба те са с дебелина 9,5 мм, а над нея – до годрната палуба – 6,4 мм. Нормалната водоизместимост на крайцера съставя 7781,7 тона. Пълната – 8473 тона.

### Въоръжение
Въоръжението на крайцера е разчетено за максимално мощен преследващ и ретираден огън.
Той е въоръжен с осем 203-мм оръдия с дължина на канала на ствола 35 калибра, поставени в четири барбетни установки и десет 152-мм оръдия с дължина на канала на ствола от 35 калибра, стоящи на батарейна палуба. Противоминното въоръжение на крайцера се състои от шест 47-мм едностволни и четири 37-мм петстволни оръдия система Хочкис.
Двете 63,5-мм десантни оръдия система Барановски на колесни лафети са предназначени за въоръжение на десантните партии.

### Брониране
Бордът кораба е защитен от стоманожелезен брониран пояс с дължина 42,4 м (от 32 до 106 шпангоут). Поясът има дебелина 229 мм, изтънявайки надолу до 152 мм, плочите са поставени на дървена подложка с дебелина 254 мм. По носа и кърмата поясът се затваря от 229-мм бронирани траверси, образувайки цитаделата, в която се намират всичките жизненоважни механизми и погребите. Всички броневи плочи са от броня „компаунд“ (стоманожелязна) и са произведени в Ижорския завод по технология на английския завод Кемел от Шефилд.
В пределите на цитаделата, върху 12,5 мм подложка от корабна стомана, е настелен ред 38-мм стоманени плочи, и общата дебелина на бронираната палуба достига 50,5 мм. Зад пределите на цитаделата, към носа и кърмата, се простира 76,2-мм карапасна палуба.

### Силова установка
На кораба има две парни машини с двойно разширение обща проектна мощност от 8000 к.с. Машините през 1886 г. са произведени от Балтийския завод. Всяка машина има три цилиндра – един за високото, с диаметър 1524 мм, и два за ниското (диаметър 1981 мм) налягане и работи за свой гребен винт. Ходът на буталото съставлява 1066 мм. Гребните винтове система Грифит имат стъпка 21 фута (6,4 м) и диаметър 16 фута (4,88 м). След замяната на лопатките диаметърът им се увеличава до 17 фута (5,18 м).
Парата към механизмите се подава от двенадесет цилиндрични огнетръбни котли, с работно налягане от 5,2 атмосфери. Масата на котлите с водата съставлява 670 тона.
На изпитанията четири мили са изминати за 13 минути 36 секунди при средни обороти 112, показаната скорост съставя 17,56 възела.
Корабът има ветрилно стъкмяване на бриг и две стоманени мачти. Височината на фокмачтата от палубата до езелхофта е 66 фута и 3 дюйма, до клотика 130 фута и 6 дюйма. Височината на гротмачта от палубата до езелхофта е 75 фута и 3 дюйма, до клотика 139 фута и 6 дюймов.
Площта на ветрилата (в кв. футове): грот и фор-марсели по 3260,62 всеки, грот и фок-брамсели по 1172,03 всеки, грот 3397, фок 2895, фор-стенги стаксели 1377, кливер 2360, фор-трисел 1116,5 и грот-трисел (или бизан) 2180,7. Всичко 22192,3 кв. фута.

## Модернизация
През май 1898 г. корабът има жалък вид: палубите и лодките под въздействието на слънцето, вълните и солените ветрове са напукани и разсъхнати, рангоутът и заграждащите мрежи са износени. Още по-износени са машините, котлите и корпусът. Командирът на кораба, капитан I ранг Н. И. Небогатов настоява за скорошно провеждане на неотложните работи.
Необходимостта е да се проведат големи работи по ремонт на корпуса – на много места неговата обшивка е силно ръждясала, предстои замяна на заграждения от мрежа. Нуждае е от ремонт и замяна част от подводната дървена и медна обшивки. Следва също да се махнат ветрилата, да се скъсят мачтите, а стенгите и брам-стенгите да се заменят с едну монолитна стенга, старите масивни дървени реи с леки – железни, предназначени само за вдигане на сигналните флагове, и да се замени с нова дървената настилка на всички палуби.
Тръбите на осушаващата система на трюмовете се намират в междудънното пространство и за петнадесетлетната служба на кораба изрядно са ръждясали. Те следва да се демонтират, а новите да се пуснат отгоре на второто дъно. Обшивката на второто дъно предстои да се замени на много места. „Всчико в 34 листа има силно изтъняване от ръждата, а при някои листове се появяват даже дупки от ударите с чук, и според звука листовете са с лошо качество“ – такова е мнението на инспектора по корабостроене Н. К. Глазирин.
Предстои да се усъвършенства и електрооборудването. Старите динамомашини са свалени и са монтирани нови, по-мощни.
В МТК за първостепенно се счита превъоръжаването на „Нахимов“, но в този момент за замяна на оръдия няма нито средства, нито желание, нито време. Но за оръдията все пак следва да се замянит старите заряди черен барут с нови – бездимни. На всеки от бойните марсове са поставени по две картечници.
През август 1899 г., още преди работите да са завършени, „Нахимов“ спешно започва да се готви за далечно плаване.

## История на службата
По-голямата част от своята служба крайцерът прекарва в далечни плавания. На 29 септември 1888 г. той тръгва от Кронщат към Далечния изток и се връща едва след три години. След ремонт отново потегля на дълъг поход – първоначално в САЩ, после в Средиземно море, а оттам – пак към Далечния изток.
| „                                                       | Нашият „Адмирал Нахимов“ тук е слава за нашия флот! Когато се доближихме до „Imperieuse“, то едни от първите думи на неговия командир бяха да поиска разрешение да разгледа кораба, като сам предложи ние първи да разгледаме неговия кораб. Дори ни показаха техните крюйткамери. Между Imperieuse и „Нахимов“ има такава голяма разлика, все едно първият е строен 15 години преди нашия кораб, а разликата е само една година. Нито един от чуждите кораби не си тръгва от тук, без капитанът му да поиска разрешение да разгледа „Адмирал Нахимов“, изпращат ни и мичманите си, за да гледат и да се учат. Из писмо на един от офицерите на крайцера, по време на престоя на кораба в Япония през 1890 г. | “ |
| Владивосток (раздел „Морская хроника“), 1890, № 15, с.2 | |   |

През 1893 г. „Адмирал Нахимов“, под командването на капитан 1-ви ранг В. М. Лавров, посещава с официална визита Атлантическата ескадра на вицеадмирал Н. И. Казнаков Северо-Американские Съединени Щати (САСШ), където участва в праздненствата, посветени на 400-летието от откриването на Америка; през същата година, в състава на ескадрата за Средиземно море на контраадмирал Ф. К. Авелан крайцерът официално посещава Франция.
В САСЩ моряците на Атлантическата ескадра са удостоени с почести и осипани с подаръци, причината за което е желанието на американците да имат руска военноморска база в залива на Ню Йорк: вестникът Ню Йорк Таймс пише:
| „ | „Ако Руският флот постоянно се намира в Ню Йорк и прилежащите води, то възможностите на британската ескадра, базираща се в Северна Америка, възможности за внезапно нападение (на британския флот) срещу незащитените портове на атлантическото крайбрежие на САСЩ ще бъдат сериозно отслабени“. | “ |

През 1894 г. крайцерът участва в маневри в пристанището на Чифу, след това посещава Владивосток, корейски и японски пристанища. През май 1898 г. се връща в Балтика.
След модернизацията крайцерът, през 1900 г. вече гвардейски кораб, се отправя на трето плаване в Тихия океан. В течение на две години участва в маневри на Порт Артурската ескадра, посещава Япония и Корея, изпълнява дипломатически мисии. През май 1903 г. се връща в Кронщат. При поредната модернизация не са заменени остарелите оръдия. Тази планирана задача е отложена за следващото модернизиране, а като следствие, в руско-японската война все още мощният крайцер е практически невъоръжен спрямо противника, заради малката далекобойност и ниската скорострелност на оръдията си. Определено, именно заради тази модернизация (и планов ремонт) той е върнат на Балтика. Отслабвайки, поради отсъствието си, 1-ва Тихоокеанска ескадра (независимо от това, че старите оръдия не са приспособени за ескадрен бой, а скоростта му не позволява да изпълнява рейдерски операции, благодарение на наличието на 8-дюймови оръдия за главния калибър, той е идеален кораб за прикритие от миноносци), той без да е модернизиран, слабо усилва 2-ра Тихоокеанска ескадра (ниската скорост, слабото брониране и вече пределно ниската за времената си далекобойност и скорострелност на артилерията правят крайцера малопригоден за линеен бой кораб, за какъвто тип сражения е направена ескадрата).
За периода 1902 – 1903 г. старши офицер на кораба е великият княз Кирил Владимирович Романов.

## Руско-японска война, гибелта на крайцера
В началото на войната „Адмирал Нахимов“, под командването на капитан 1-ви ранг Александър Андреевич Родионов, е в състава на 2-ри броненосен отряд на 2-ра Тихоокеанска ескадра (командир на отряда – контраадмирал Дмитрий Густавович Фелкерзам).
На 14 май 1905 г. в Цушимското сражение крайцерът получава около 20 попадения, а през нощта, около 21:30 – 22:00 е торпилиран в десния борд по носа. По данни на екипажа (непотвърдени от японските историци) в хода на нощния бой крайцерът потопява два (по твърдения на Родионов – три) миноносеца на противника със залпове на кърмовата и дясната 8-дюймови кули. Още минимум три попадения на 8-дюймови снаряди в крайцера „Ивате“, които нанасят сериозни повреди, може да се отнесат към достиженията на разчетите на руския броненосен крайцер, според информация на командира на кърмовата 8 дюймова кула мичман Алексей Степанович Рождественски, който описва стрелбата към японския противник и съдейки по описа на пораженията от 8-дюймови снаряди, каквито другите руски кораби нямат. Възможно е да има грешка при оценката на щетите (японците биха могли да объркат 8-дюймовите от „Нахимов“ с 9-дюймовите снаряди на броненосеца „Николай I“), но все пак тези твърдения следва да се приемат като много вероятни.
Сутринта на 15 май полупотопеният кораб продължавал героичния си път (с кърмата напред, поради пробойна в носа и силен крен) и е окончателно потопен от екипажа си едва при появата на японски кораби.
Като цяло, пределно остарелият крайцер се проявява в тежките условия на сражението повече от достойно. За това помогат независещи от екипажа фактори (слабо огнево противодействие на противника), а също така и удачните действия на екипажа като цяло, заедно с рационалното разположение на противоминната артилерия.

## Командири на кораба
- 1884 – 1890 – капитан 1-ви ранг Карл Карлович Деливрон, впоследствие адмирал на флота.
- 1890 – 1893 – капитан 1-ви ранг Федотов
- 1893 – 1894 – капитан 1-ви ранг Василий Михайлович Лавров, впоследствие контраадмирал, генерал-лейтенант, председател на управлението на Балтийския завод.
- 1894-хххх – капитан 1-ви ранг Александър Парменович Кашерининов.
- 1896 – 1898 – капитан 1-ви ранг Николай Иванович Небогатов, впоследствие контраадмирал.
- 1898 – 1901 – капитан 1-ви ранг Дмитрий Дмитриевич Всеволожкий, впоследствие контраадмирал.
- Май-август 1901 – и.д. капитан 2-ри ранг Андрей Августович Еберхард, впоследствие адмирал, командващ морските сили на Черно море.
- 21 май 1901 – 23 декември 1902 – капитан 1-ви ранг Фьодор Фьодорович Стеман.
- 1902 – 1903 – капитан 1-ви ранг Николай Михайлович Бухвостов.
- 1903 – 1905 – капитан 1-ви ранг Александър Андреевич Родионов.

### Други длъжности
- 1886 – 1887 щурмански офицер от КФЩ щабскапитан В. И. Егоров[4]

## Митът за потъналото злато
Към крайцера „Адмирал Нахимов“ никой не проявява интерес, докато в 1933 г. американецът Хари Ризберг в книгата си „600 милиарда под водата“ не заявява, че на борда на четири от руските кораби на 2-ра Тихоокеанска ескадра, потънали при Цушима, има съкровища на обща сума 5 милиона долара. По чиста случайност американецът пише, че най-много злато (2 млн. долара) потъват заедно с „Адмирал Нахимов“.
През ноември 1980 г. японският милионер Такео Сасагава заявил, че отделя огромна сума за спасяването на руското злато, след като е намерено мястото на потъване на „Нахимов“. Той разказва как са намерини на борда му сандъци със златни монети, кюлчета злато и платина. По-късно Сасагава позира пред фотографи, държейки в ръце платинени кюлчета, който по негови думи са извадени от потъналия кораб, но нови находки не са показани, като се позова на непредвидени обстоятелства.
Първи в думите на Сасагава се усъмняват професионалните ловци на съкровища. Само от прочита на документите към руско-японската война, в частта им за Цушимската битка, те разбират, че в думите на Сасагава няма много истина. С времето се появява и друга любопитна подробност. Оказва се, че кюлчетата метал, уж извадени от кораба, имат относително тегло 11,34 g/cm³. Това е плътността на оловото, а не на платината.